# Kamsamoliec (rejon miński)
Kamsamoliec (pol. Widohoszcz, biał. Камсамолец, ros. Комсомолец) – wieś na Białorusi, w obwodzie mińskim, w rejonie mińskim, w sielsowiecie Józefowo.
Dawniej majątek ziemski, gniazdo rodowe Iwaszeńcewiczów. W czasach Rzeczypospolitej ziemie te leżały w województwie mińskim. Odpadły od Polski w wyniku II rozbioru. W granicach Rosji wieś należała do ujezdu mińskiego w guberni mińskiej. Ponownie pod polską administracją w latach 1919–1920 w okręgu mińskim Zarządu Cywilnego Ziem Wschodnich.